# Vaunoise
Vaunoise é uma comuna francesa na região administrativa da Normandia, no departamento Orne. Estende-se por uma área de 7,43 km². Em 2010 a comuna tinha 105 habitantes (densidade: 14,1 hab./km²).